# 11667 Testa
11667 Testa è un asteroide della fascia principale. Scoperto nel 1997, presenta un'orbita caratterizzata da un semiasse maggiore pari a 2,3199289 UA e da un'eccentricità di 0,1554195, inclinata di 4,75936° rispetto all'eclittica.
È dedicato all'astronomo italiano Augusto Testa.